# Alessandro Verona
Alessandro Verona (Pietrasanta, 11 agosto 1995) è un hockeista su pista italiano.

## Palmarès

### Giocatore

#### Club

##### Competizioni nazionali
- Campionato italiano: 4

Forte dei Marmi: 2013-2014, 2014-2015
Amatori Lodi: 2016-2017, 2017-2018
- Coppa Italia: 1

Amatori Lodi: 2015-2016
- Supercoppa italiana: 3

Forte dei Marmi: 2014
Amatori Lodi: 2016, 2018
- Campionato portoghese: 1

Sporting CP: 2020-2021

##### Competizioni internazionali
- CERH European League: 2

Sporting CP: 2020-2021, 2023-2024
- Supercoppa d'Europa/Coppa Continentale: 2

Sporting CP: 2019-2020, 2021-2022

#### Nazionale
- Campionato europeo: 1

Alcobendas 2014